# Olga Olby
Olga Olby, née le 14 avril 1900 à Kichinev et morte le 28 novembre 1990 à Auray, est une artiste peintre française d'origine russe.

## Biographie
Bachelière en 1917, elle devient roumaine en 1918. Elle est élève du peintre Shneer Kogan.
À la suite du refus de son visa pour la France, elle s’installe à Hellereau en Allemagne, puis s’oriente vers une école d’art appliqué à Berlin. En 1924, elle obtient son visa pour la France, s’installe à Paris puis à Oyonnax, épouse Edouard Beaslay et obtient la nationalité française.
En 1926, sous le nom d’Olga Beasley, elle vit à Montmartre et expose à Paris au Salon des indépendants.
En 1930, exposition personnelle à la Galerie Bernheim Frères. En 1938, elle adopte définitivement son nom d’Olga Olby pour exposer à la Galerie Worms. Ayant divorcé, elle épouse le docteur Yves Dommartin, médecin à Imphy et s’installe à Sauvigny-les-Bois dans la Nièvre.
En 1973, ils s’installent à Larmor-Baden dans le Morbihan où elle demeure jusqu'à son décès le 28 novembre 1990, commune où elle est inhumée.